# 广州铁路博物馆
广州铁路博物馆（英語：Guangzhou Railway Museum）位于广州市荔湾区黄沙大道原广州南站，由广铁集团设立，是广东省第一家正式意义面向公众开放的干线铁路博物馆，于2022年5月18日（国际博物馆日）正式开馆。

## 历史

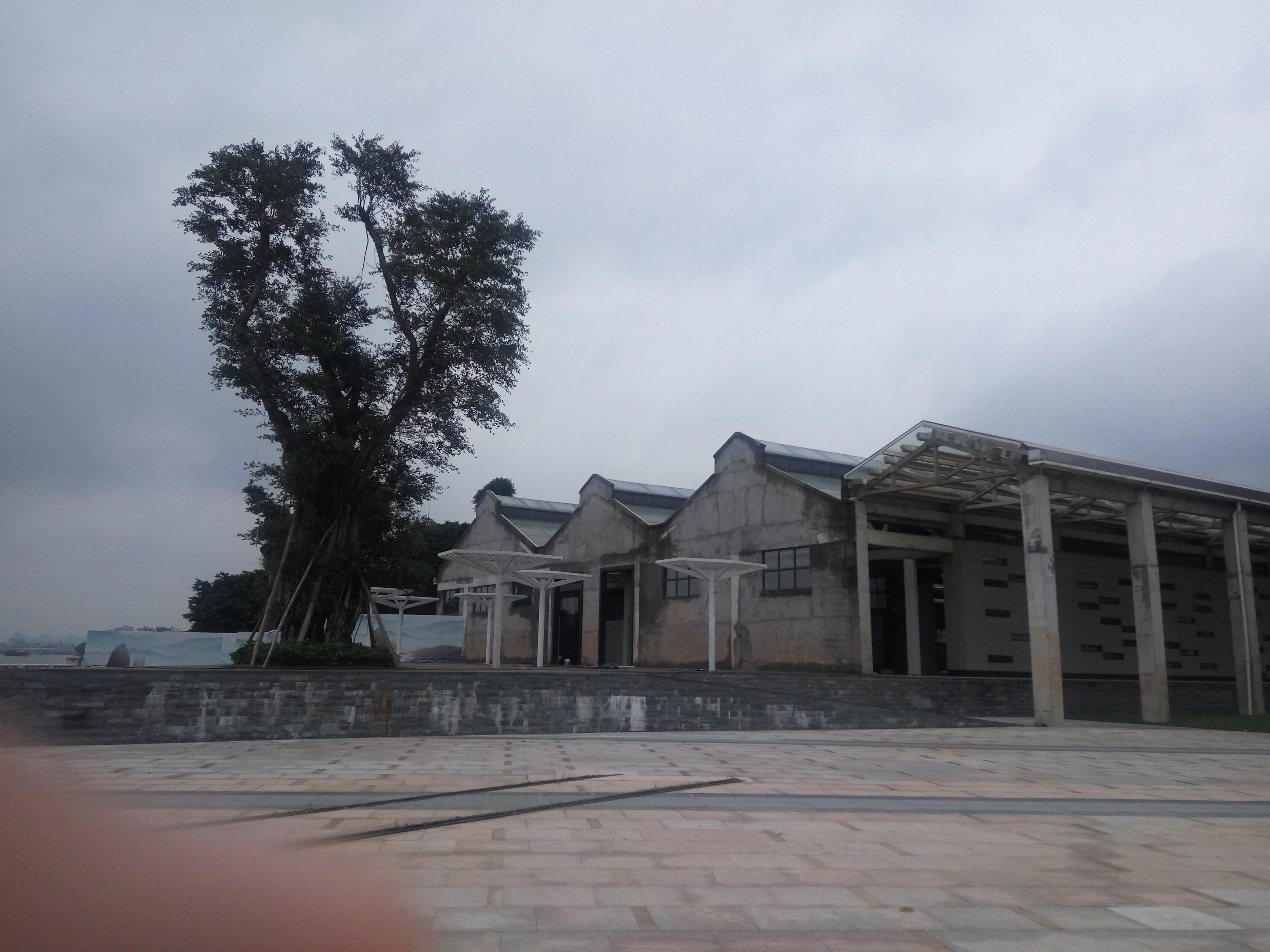
改造为博物馆之前的旧广州南站仓库

广州铁路博物馆原址旧广州南站，原称黄沙车站，始建于清朝光绪27年（1901年），为粵汉铁路的起讫点。1946年改名为广州南站并主营列车编组和货运，1970年成为纯货运车站。1990年时，站场总面积18.4万平方米，站线增至42股，不仅是华南最大的水陆转运枢纽，春运期间内置的两节绿皮车厢还曾作为临时代售点，至关闭前仍有400万吨/年的货量。然而随着城市发展，车站已深入市中心，连接本站的支线又干扰市区交通，加上铁路货运枢纽数量的增加，2005年6月10日铁道部批准关闭此站，7月9日正式停止运营。转型为南站水产批发市场至2011年。
之后原先的车站地块分为多个部分，其中只有核心区的仓库建筑保留下来，其他建筑被清拆，发展为珠光御景壹号花园，靠江部分改建为滨水公园。至于剩下的仓库即D地块，原规划是D1栋的1栋1层货仓拟改造为詹天佑纪念馆，而D2栋的1栋1层仓库拟改造为铁路博物馆。然而后续9年并未有改造动静，直到2020年广铁集团才在官方微信公众号上披露的博物馆的筹备进展。
2020年12月，在展示铁轨铺设完毕后，博物馆才开始安排展车入驻。2022年5月18日（国际博物馆日），继室外展览部分之后，室内展馆也建成开放。从2022年5月18日到2023年5月17日，该博物馆累计接待游客31万人次。

## 收藏车辆
- 建设型蒸汽机车（建设6500，原广铁海段）
- 东风4D型柴油机车（DF4D0555，原广铁龙段）
- 韶山6B型电力机车（SS6B6002，原广铁株段）
- 22型硬座车（原广铁沙段）
- 25G型餐车（原广铁沙段）
- P1型棚车（P1358456，原广铁海段）

### 曾展出车辆
- DJJ1蓝箭动车组动力车（DJJ1-0004B，原广铁广段，成局渝段，成局贵段，一度放置后于2022年年初移出）
- 25C型二等软座车（原广铁广段，一度放置后于2022年年初移出）

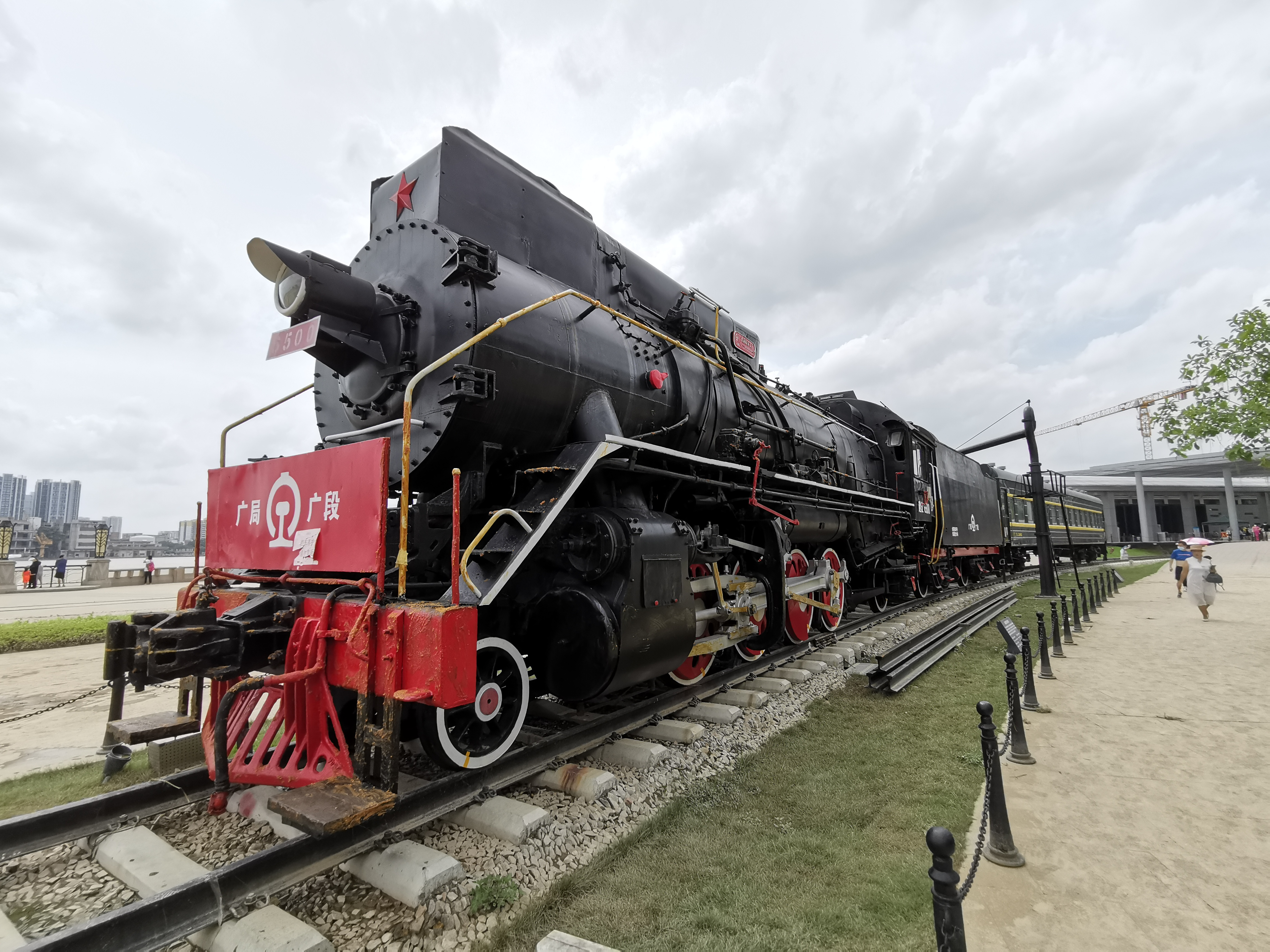
建设型蒸汽机车，建设6500号
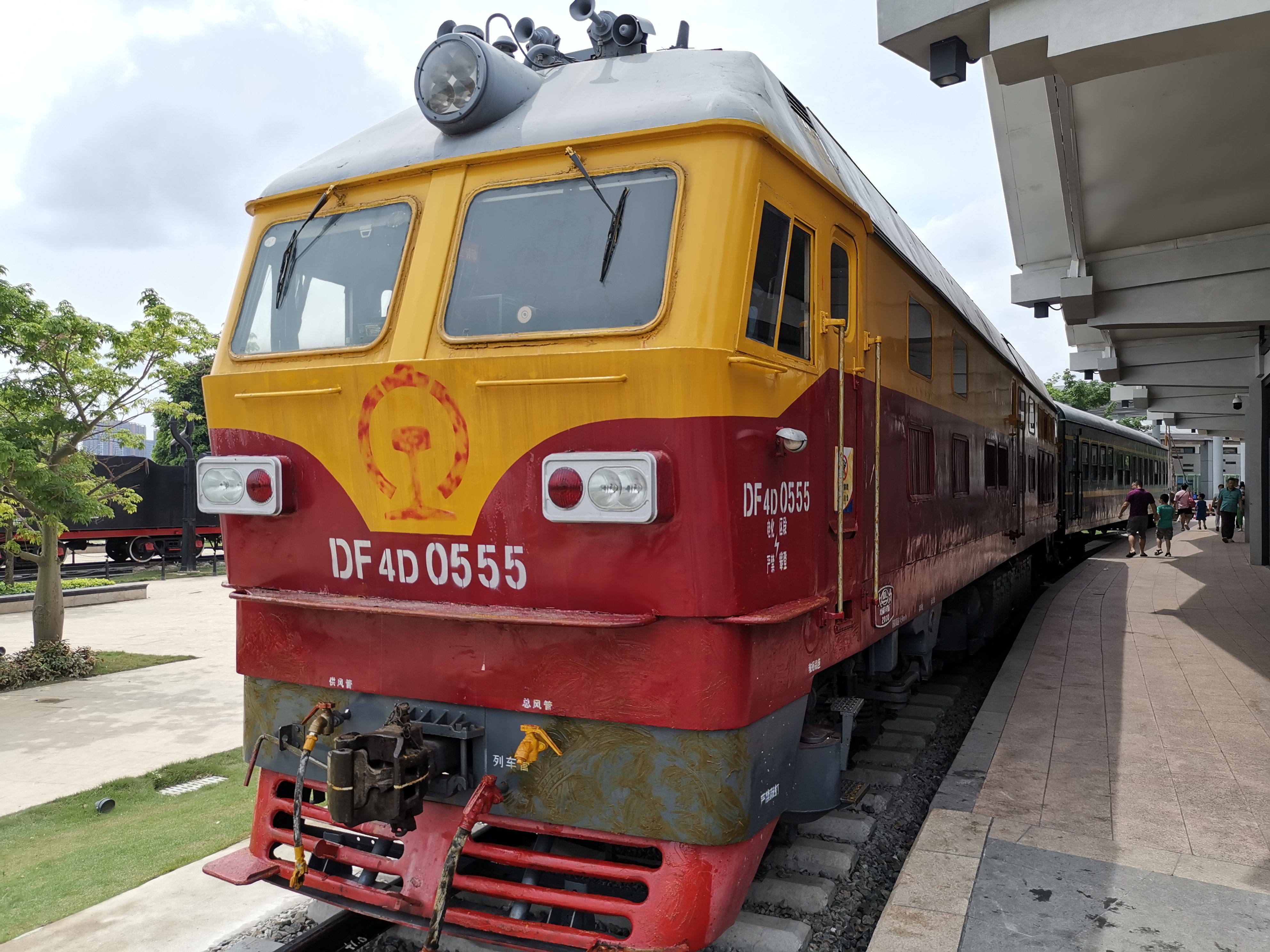
东风4D型柴油机车，DF4D0555号
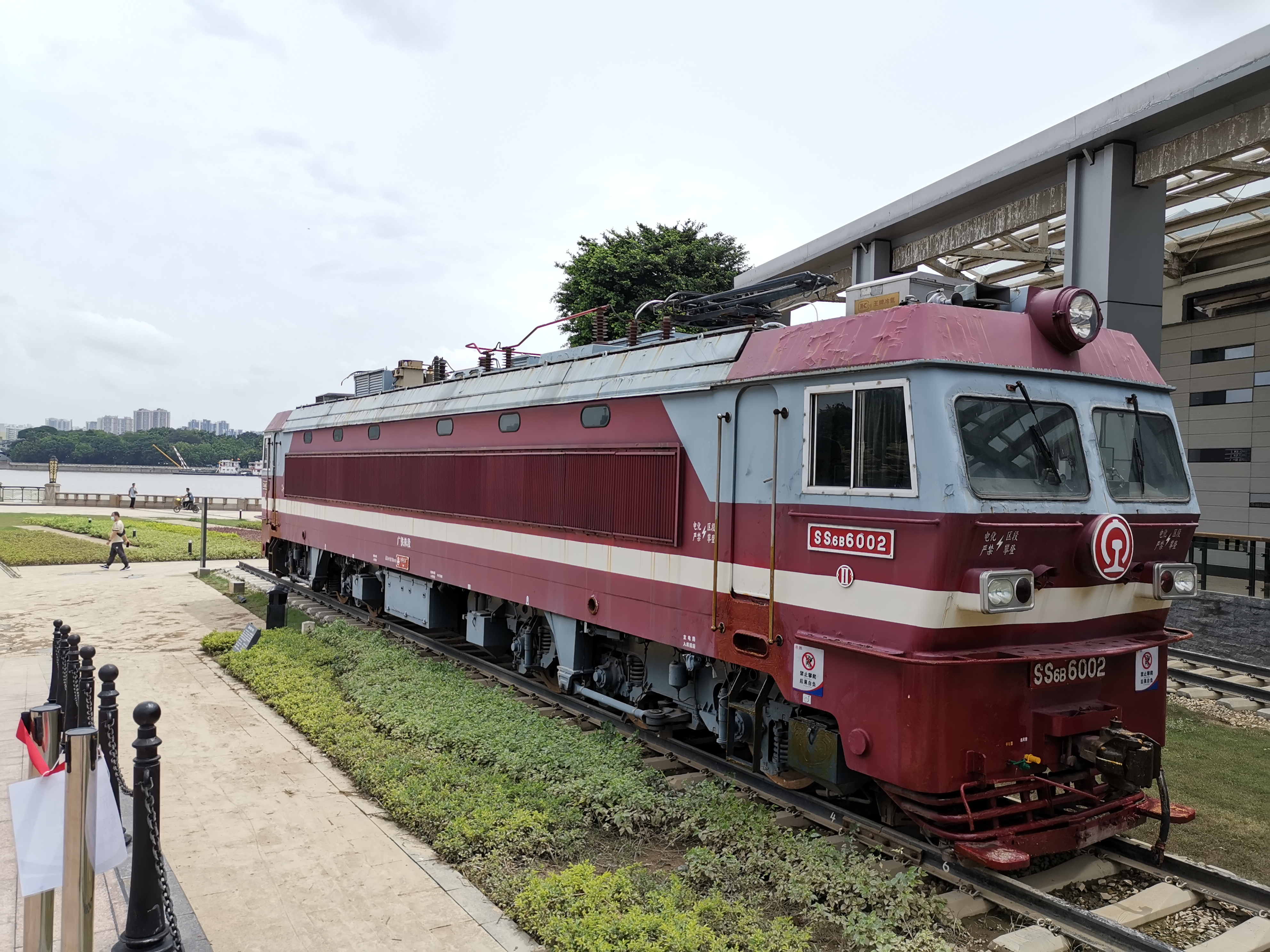
韶山6B电力机车，SS6B6002号
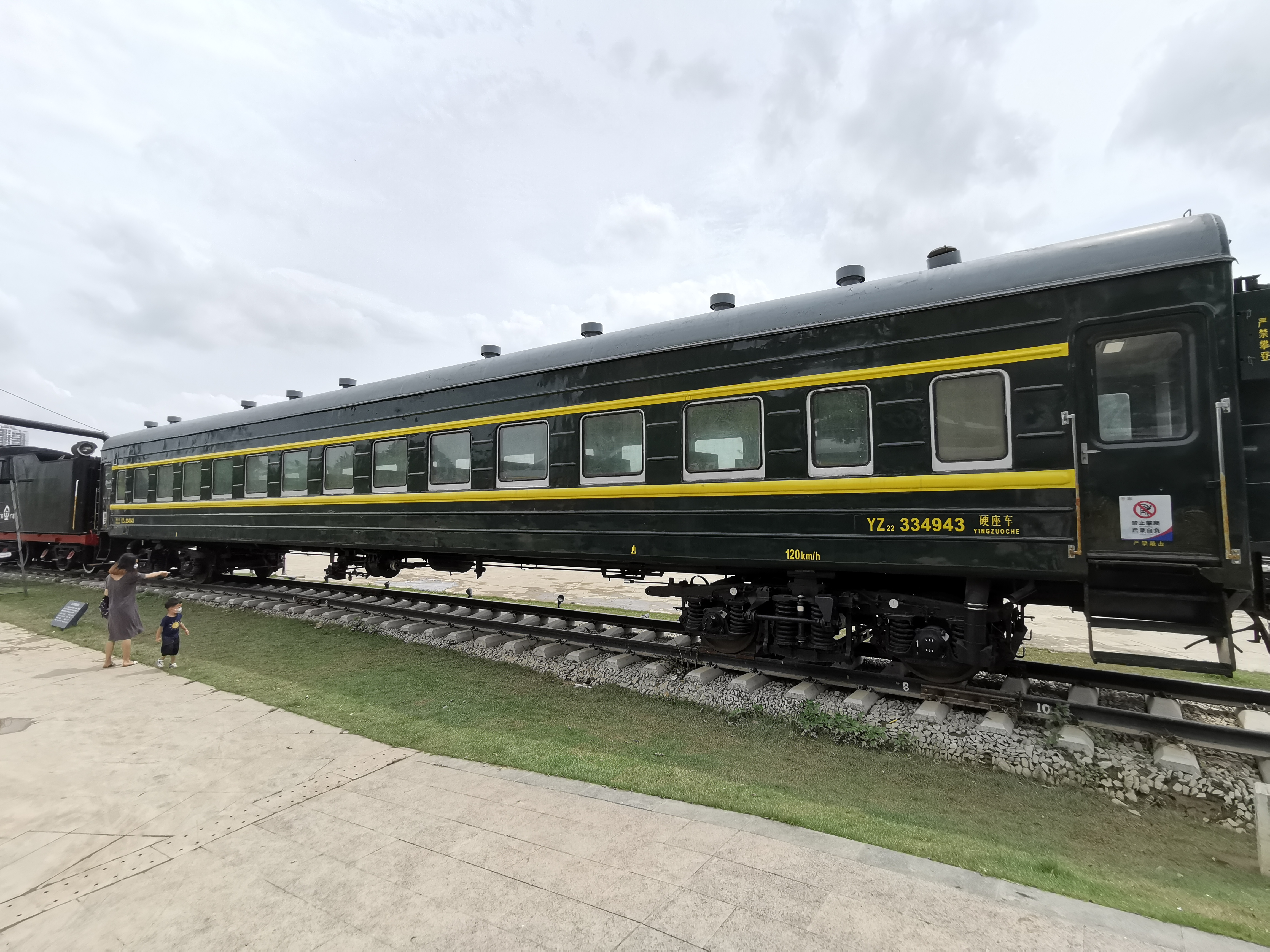
22型硬座客车
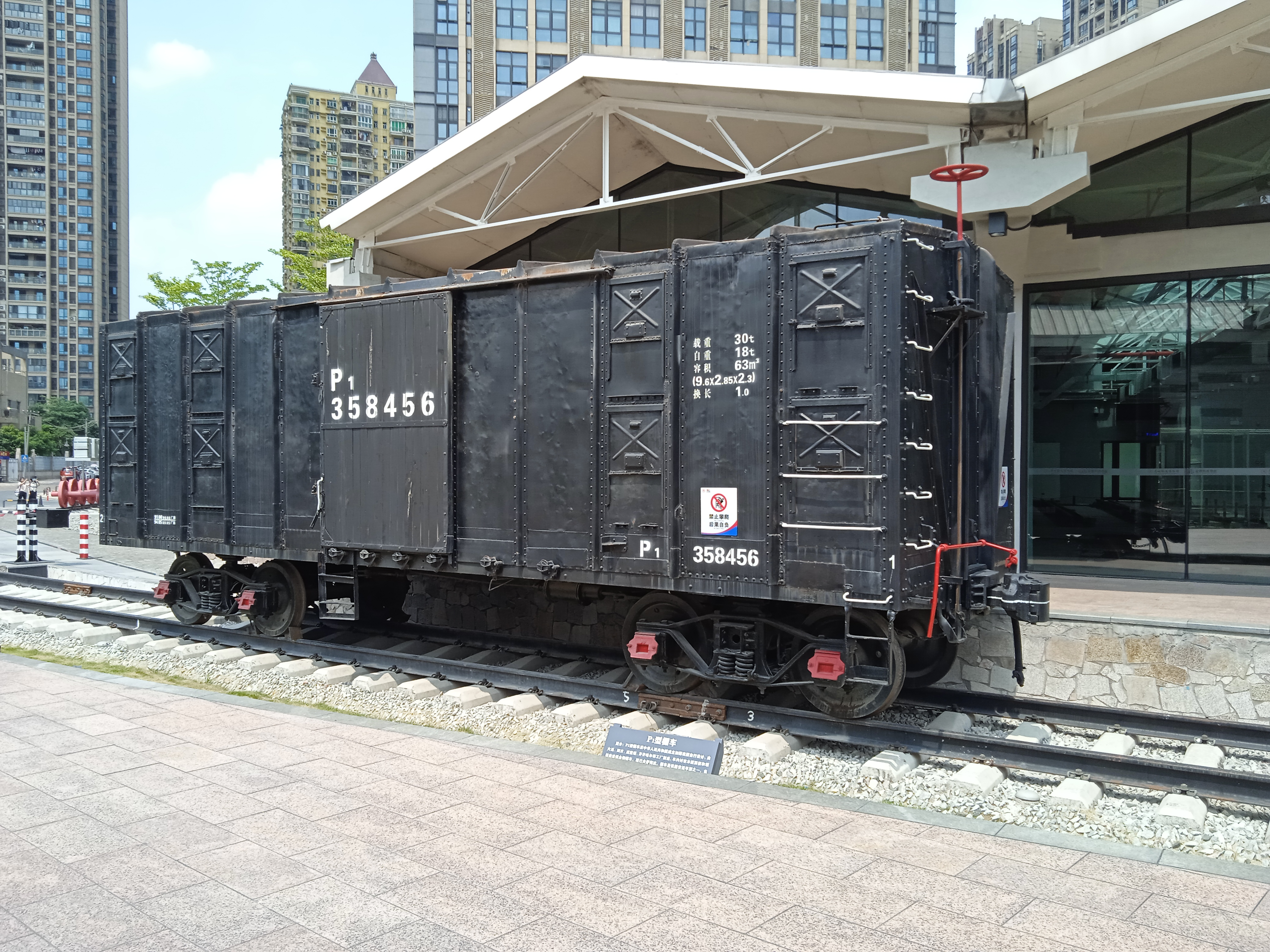
P1型358456号棚车，是人民铁路第一代自主开发的棚车
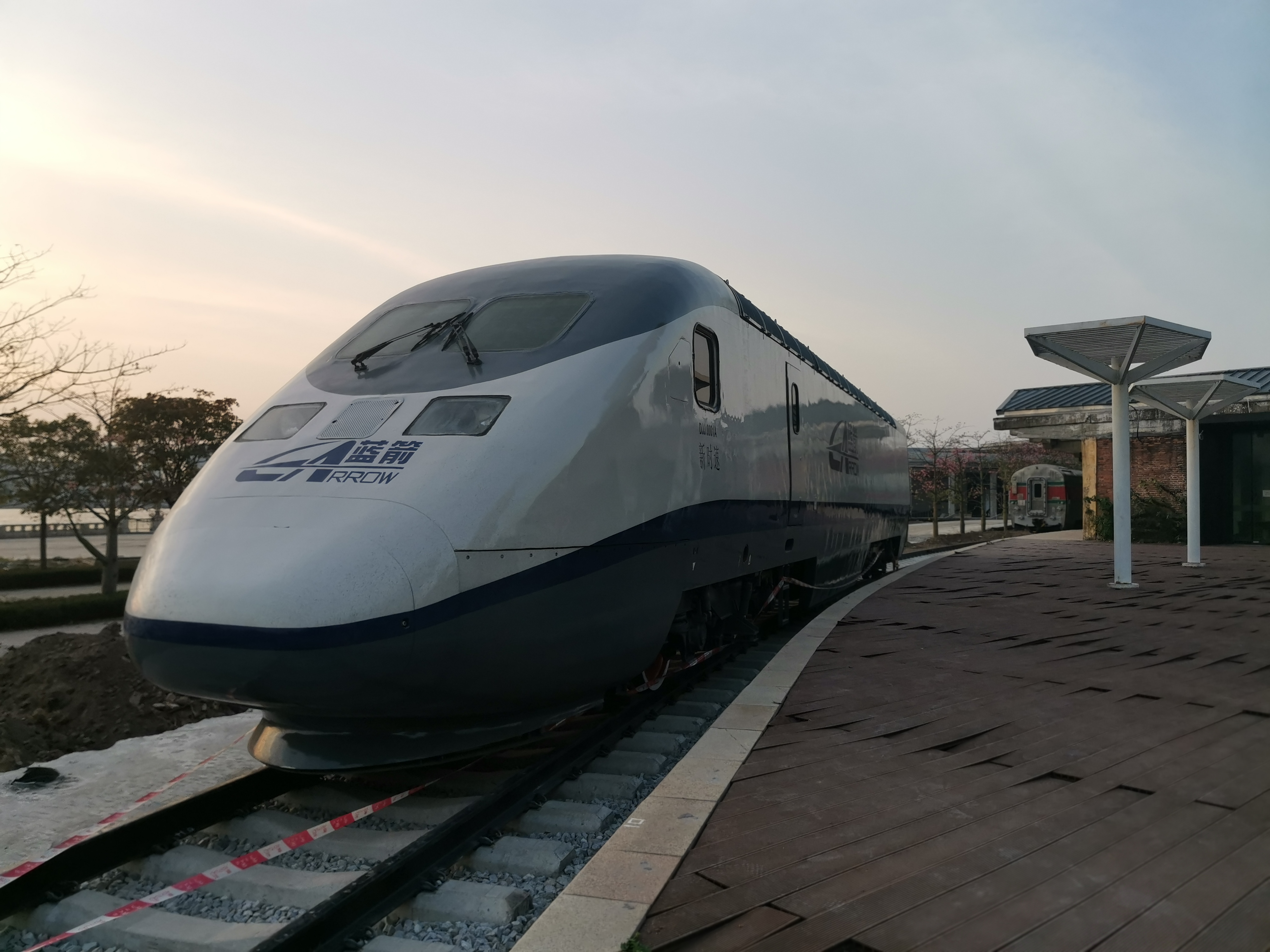
蓝箭动车组车头（已移出）
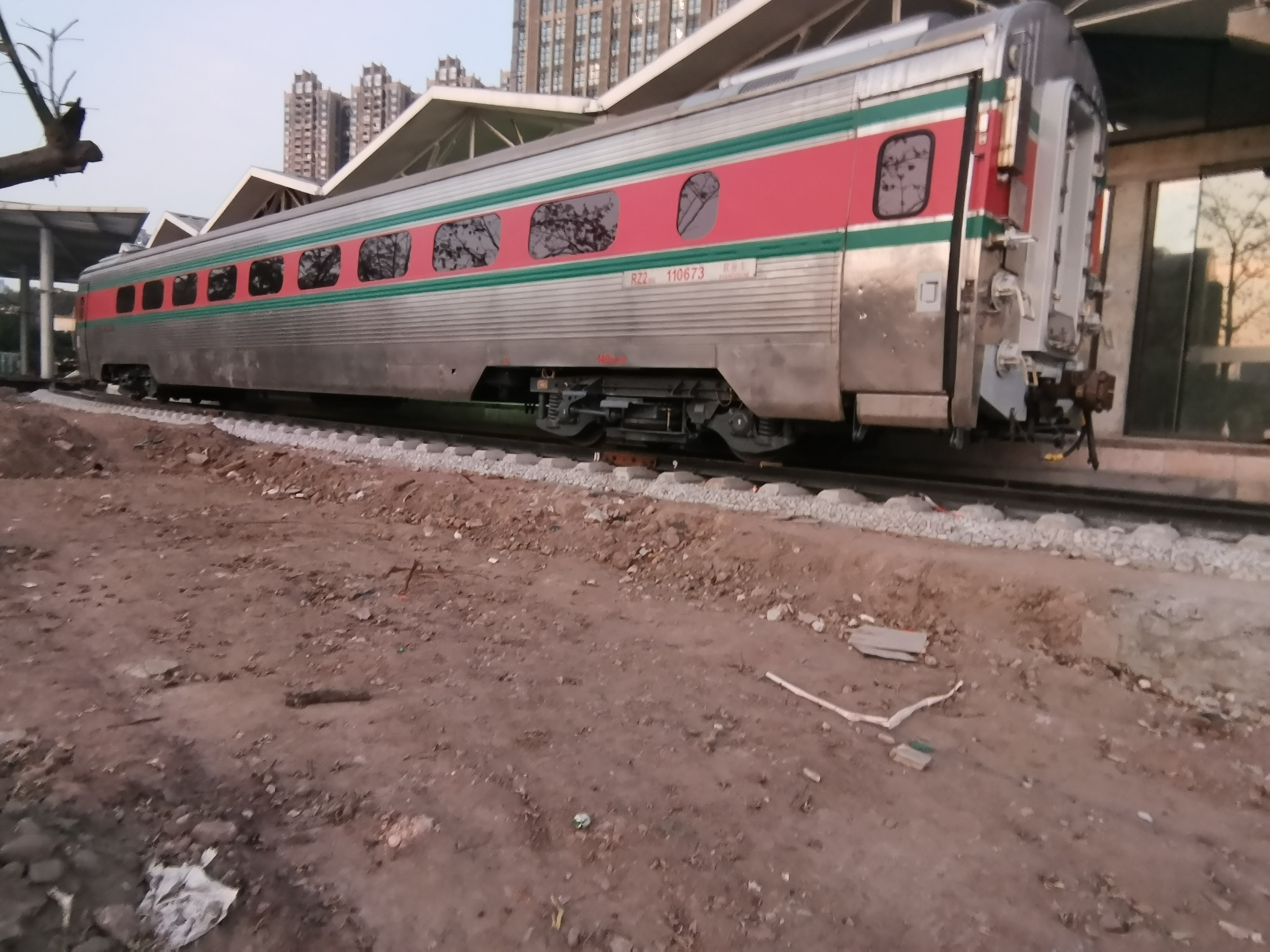
25C型二等软座客车（已移出）

## 交通

### 地铁
- 如意坊站：█6号线、█11号线

### 巴士
- 無軌電車及巴士黄沙大道站